# 安斯巴赫附近萨克森
安斯巴赫附近萨克森（德語：Sachsen bei Ansbach，官方拼写为，發音：[ˈzaksn̩ baɪ ˈʔansbax]）是德国巴伐利亚州中弗兰肯行政区安斯巴赫县的市镇，面积20.94平方千米，2023年12月31日人口为3,688人。